# Meta-Historical
Albums par KRS-One
The Just-Ice and KRS-One EP, Vol. 1
(2010) Godsville
(2011)
Albums par True Master
Meta-Historical est un album collaboratif de KRS-One et True Master, sorti le 31 août 2010.
L'album s'est classé 24e au Top Rap Albums et 57e au Top R&B/Hip-Hop Albums.

## Liste des titres
| No  | Titre                                            | Contient un (des) sample(s) de | Durée |
| --- | ------------------------------------------------ | --- | ----- |
| 1.  | Intro                                            | | 0:53  |
| 2.  | Murda Ya'                                        | | 3:59  |
| 3.  | Madonna & Child (skit)                           | | 0:36  |
| 4.  | Unified Field (featuring Dr. Oyibo)              | | 3:25  |
| 5.  | Gimme Da '90s                                    | Punaany d'Admiral Bailey Children's Story de Slick Rick Fight the Power de Public Enemy Uptown Anthem de Naughty by Nature How I Could Just Kill a Man de Cypress Hill Check Yo Self d'Ice Cube featuring Das EFX Warning de The Notorious B.I.G. Bring the Pain de Method Man Cell Therapy de Goodie Mob Ha de Juvenile So Sick de Ne-Yo | 2:26  |
| 6.  | Revelation (skit)                                | | 1:04  |
| 7.  | Knowledge Reigns Supreme (featuring True Master) | | 2:29  |
| 8.  | My Mind (skit)                                   | | 0:33  |
| 9.  | Palm & Fist                                      | In the Rain des Dramatics | 2:40  |
| 10. | One of Them Days                                 | | 3:28  |
| 11. | Ancient Hip Hop (skit)                           | | 0:56  |
| 12. | Naga (skit)                                      | | 1:11  |
| 13. | Freeman (skit)                                   | | 0:50  |
| 14. | The Struggle (skit)                              | | 0:59  |
| 15. | He's Us (featuring True Master)                  | | 3:03  |
| 16. | Outro                                            | | 1:13  |